# Dactylispa andrewesiella
Dactylispa andrewesiella es una especie de insecto coleóptero de la familia Chrysomelidae.
Fue descrita científicamente en 1905 por Weise.